# Evangelische Militärseelsorge in Deutschland

Logo der Evangelischen Militärseelsorge

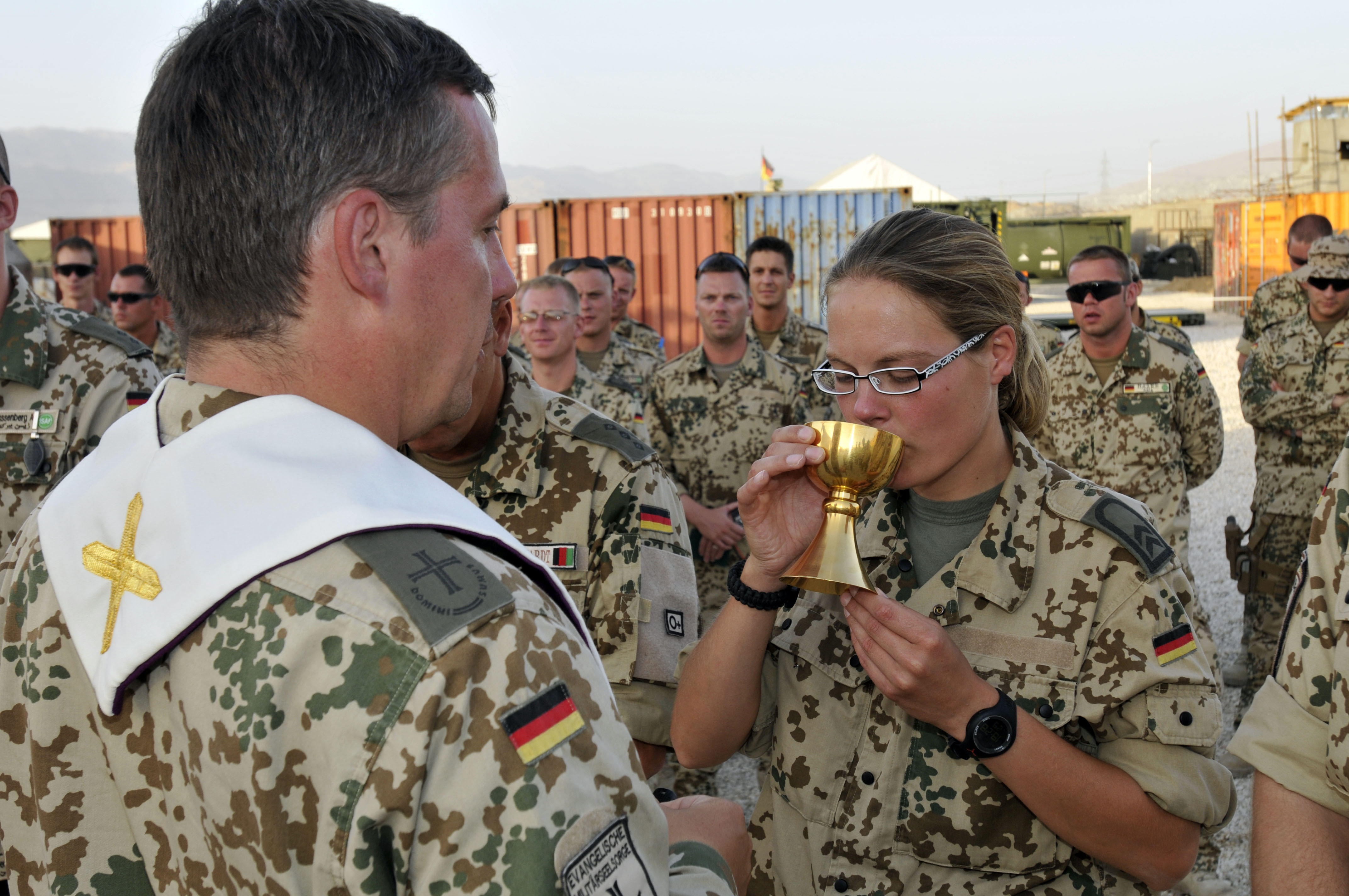
Militärseelsorger in Afghanistan

Die Evangelische Militärseelsorge in Deutschland dient der seelsorgerischen Betreuung von Soldaten und Soldatinnen durch die Evangelische Kirche. Ihre Arbeit in der Militärseelsorge der Bundeswehr basiert auf einem Staatsvertrag zwischen der Evangelischen Kirche in Deutschland und der Bundesrepublik Deutschland. Die Militärseelsorge als Teil der kirchlichen Arbeit wird im Auftrag und unter Aufsicht der Kirche ausgeübt. Der Staat sorgt für den organisatorischen Aufbau der Militärseelsorge und trägt ihre Kosten. Aus Kirchensteuermitteln der Soldaten werden weitergehende Aufgaben finanziert. Hintergrund für die Seelsorge ist die Gewährleistung des Rechtes der Soldaten, auch unter den besonderen Bedingungen des soldatischen Dienstes ihre Religion frei und ungestört ausüben zu können.
Sie umfasst derzeit (Stand: 16. Oktober 2023) 100 Militärpfarrerinnen und -pfarrer und zusätzlich etwa gleich viele Pfarrhelferinnen und -helfer, die vor Ort als Ansprechpartner bereitstehen und teilweise auch für mehrere Standorte zuständig sind. Neben Gottesdiensten wird zur berufsethischen Unterstützung der Soldaten auch Lebenskundlicher Unterricht erteilt. An den Auslandsstandorten der Bundeswehr, an denen die Soldaten teilweise mit ihren ganzen Familien leben, gibt es ein komplettes Gemeindeleben. Die Angebote der Militärseelsorge richten sich ausdrücklich nicht nur an Kirchenangehörige, sondern an alle Militärangehörigen.
Die Arbeit der evangelischen Militärseelsorge steht unter dem Motto Domini Sumus (deutsch: Wir gehören dem Herrn).
Die Leitung der evangelischen Militärseelsorge ist einem Bischof übertragen. 2014 wurde das Bischofsamt mit Sigurd Rink erstmals hauptamtlich besetzt. Der Militärbischof steht in keinem Dienstverhältnis zum Staat oder zur Bundeswehr. Seit Oktober 2020 wird das Amt von Bernhard Felmberg wahrgenommen. Zwei an der Seelsorge beteiligte Einrichtungen unterstützen den Militärbischof: Das Evangelische Kirchenamt für die Bundeswehr (EKA) und der Handlungsbereich Evangelische Seelsorge in der Bundeswehr (HESB), beide mit gemeinsamem Sitz in Berlin. Das EKA ist als Bundesoberbehörde mit zentralen Verwaltungsaufgaben betraut und wird von einem Militärgeneraldekan geleitet, der ordinierter Theologe oder Beamter mit der Befähigung zum Richteramt ist. Dem EKA sind vier Evangelische Militärdekanate und etwa 100 Evangelische Militärpfarrämter unterstellt.

## Geschichte
Die Militärseelsorge in Deutschland hat eine lange Geschichte. Vorläufer der Militärseelsorge in der Bundeswehr waren die Seelsorger in der Wehrmacht und die Seelsorge bei den kasernierten zivilen deutschen Labor Service-Einheiten der US-amerikanischen Streitkräfte in Deutschland, die im Juni 1951 begann.
Die evangelische Militärseelsorge in der Bundeswehr wurde im Jahr 1957 mit einem Militärseelsorgevertrag etabliert. Dieser soll einerseits die geistliche Unabhängigkeit, andererseits die größtmögliche Nähe zu den Soldaten gewährleisten. Ab dem 1. Januar 2004 gilt der Militärseelsorgevertrag (MSV) in allen Landeskirchen der EKD als Grundlage der „Evangelischen Seelsorge in der Bundeswehr“ (nach dem „Kirchengesetz zur Regelung der Evangelischen Seelsorge in der Bundeswehr“ die gültige Sprachregelung).
Die evangelische Militärseelsorge war von Anfang an heftig umstritten und wurde besonders von Vertretern der aus der Bekennenden Kirche kommenden Bruderschaften abgelehnt. So erklärte der systematische Theologe Hans Joachim Iwand in einem Referat auf der Ersten Tagung der internationalen Christlichen Friedenskonferenz (CFK) in Prag 1958:

„Mir ist meist erst unter Hitler aufgegangen, daß man dieses blutige Handwerk nicht mitmachen darf. Und man darf auch die Vorbereitung zu diesem blutigen Handwerk nicht mehr rechtfertigen. An der Christenheit hängt heute ein riesiges Gewicht.“

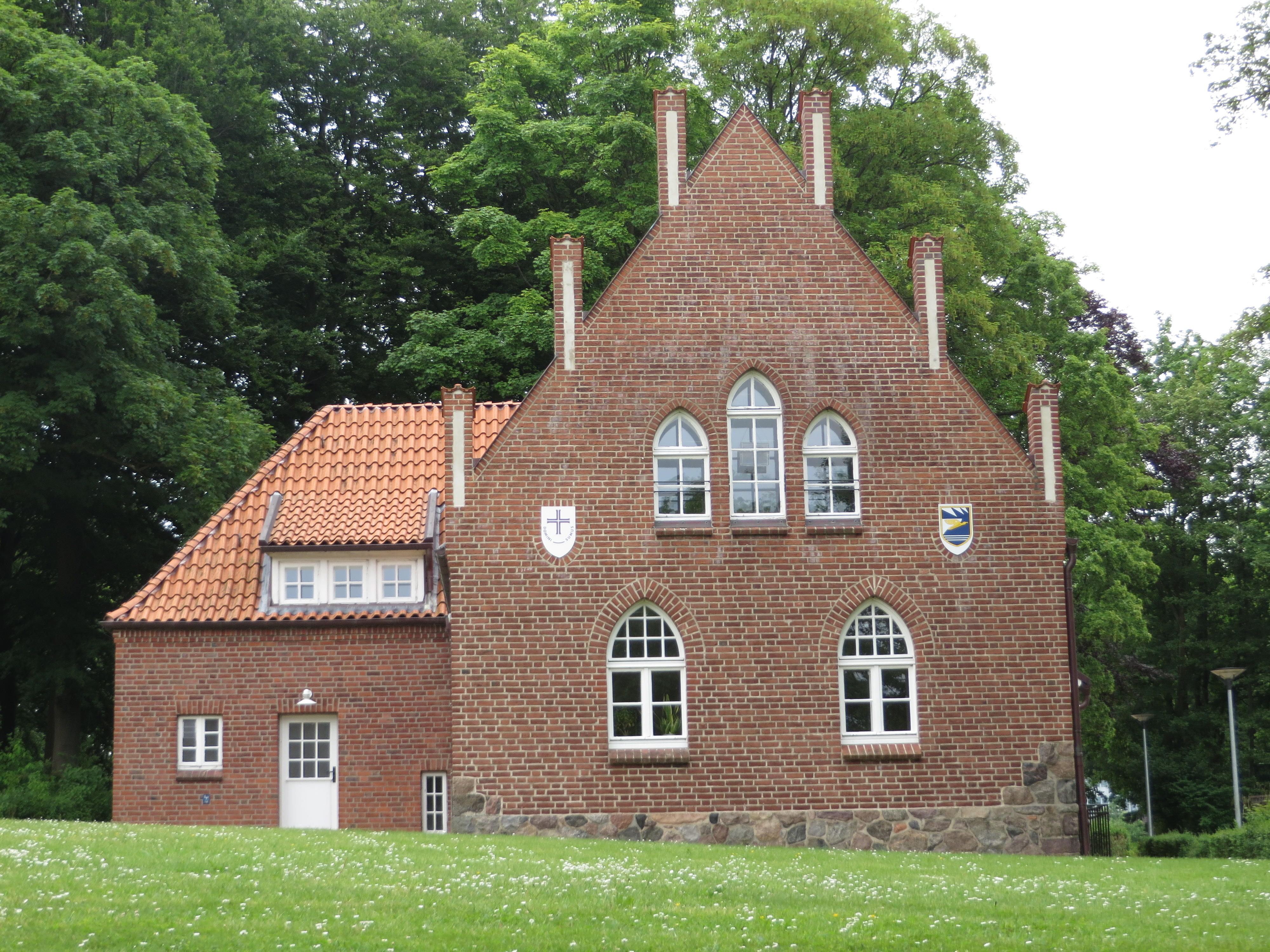
Das Gorch-Fock-Haus der Marineschule Mürwik, welches die Evangelische Militärseelsorge des Standorts Flensburg-Mürwik beherbergt (Foto 2015).

In der DDR gab es keine Militärseelsorge. Nach der Wiedervereinigung Deutschlands waren die ostdeutschen Landeskirchen zunächst nicht bereit, den Militärseelsorgevertrag und die westdeutsche Praxis der Militärseelsorge zu übernehmen. Sie befürchteten eine zu große Staatsnähe und machten Bedenken geltend gegen das staatliche Beamtenverhältnis der Militärpfarrer, die Stellung des Evangelischen Kirchenamtes für die Bundeswehr und seine Eingliederung in den Geschäftsbereich des Bundesministeriums der Verteidigung, die Doppelstellung des Militärgeneraldekans und die Mitwirkungsrechte des Staates bei der Ernennung des Militärbischofs. Erst nach einer Übergangsregelung trat der Militärseelsorgevertrag Anfang 2004 auch in den neuen Bundesländern in Kraft.